# 蒂泰什蒂鄉
45°25′N 24°24′E / 45.417°N 24.400°E
蒂泰什蒂鄉（羅馬尼亞語：Comuna Titești, Vâlcea），是羅馬尼亞的鄉份，位於該國西南部，由沃爾恰縣負責管轄，處於布加勒斯特西北面170公里，每年平均降雨量1,241毫米，海拔高度594米，2002年人口1,144。